# Boeing Capital
Boeing Capital è una sussidiaria di The Boeing Company, che fornisce servizi di leasing e prestito basati su asset. Boeing Capital è composta da due divisioni, Aircraft Financial Services e Space & Defence Financial Services. Opera come unità di supporto per le principali attività di Boeing.

## Storia
Boeing Capital è stata costituita nel 1968 come McDonnell Douglas Finance, ma questo nome è stato cambiato in Boeing Capital nel 1997, quando Boeing si è fusa con la McDonnell Douglas Corporation.
La sussidiaria è nota come fornitore mondiale di servizi finanziari, ma supporta principalmente la società madre.
Nel settembre 2018, Boeing, Boeing Capital e la compagnia di assicurazioni Marsh & McLennan sono state citate in giudizio per aver rubato l'analisi attuariale di Xavian Insurance per creare l'AFIC in sostituzione della US-Exim Bank, ormai ferma.